# Wzór Kirchhoffa
Wzór Kirchhoffa – metoda rozstrzygania zagadnień ściśle związanych z tematem struny nieograniczonej. Nazwa pochodzi od Gustava Kirchhoffa.
Rozważmy funkcję {\displaystyle u=u(x,y,z,t)} spełniającą równanie falowe w przypadku trzech zmiennych przestrzennych, tzn. równanie
{\displaystyle \Delta u-{\frac {1}{c^{2}}}u_{tt}=-f(x,y,z,t).}
Niech punkt {\displaystyle M_{0}(x_{0},y_{0},z_{0})} należy do obszaru V ograniczonego powierzchnią S.
Wówczas można udowodnić, że wartość szukanej funkcji {\displaystyle u(M_{0},t_{0})} daje się zapisać za pomocą następującego wzoru Kirchhoffa:
{\displaystyle u(M_{0},t_{0})={\frac {1}{4\pi }}\iint \limits _{S}\left\{{\frac {1}{r_{MM_{0}}}}\right.\left[{\frac {\partial u}{\partial n}}\right]-[u]{\frac {\partial u}{\partial n}}\left({\frac {1}{r_{MM_{0}}}}\right)+{\frac {1}{cr_{MM_{0}}}}[u_{t}]\left.{\frac {\partial r_{MM_{0}}}{\partial n}}\right\}dS_{M}+{\frac {1}{4\pi }}\iiint \limits _{V}{\frac {[f]}{r_{MM_{0}}}}dV_{M},}
gdzie:
{\displaystyle r_{MM_{0}}} jest odległością punktów {\displaystyle M} i {\displaystyle M_{0},}
{\displaystyle {\frac {\partial }{\partial n}}} oznacza pochodną normalną zewnętrzną,
symbol {\displaystyle [F]} oznacza, że wartość funkcji w nawiasach brana jest dla wartości {\displaystyle t=t_{0}-{\frac {r_{MM_{0}}}{c}}.}